# اتان بریستو
اتان بریستو (انگلیسی: Ethan Bristow؛ زادهٔ ۲۷ نوامبر ۲۰۰۱) بازیکن فوتبال است.